# Myszy, szczury i złodzieje
Myszy, szczury i złodzieje (hiszp. Ratas, ratones, rateros) – ekwadorski dramat kryminalny z 1999 roku w reżyserii Sebastiána Cordero, będący jego pełnometrażowym debiutem.
Obraz miał swoją premierę 7 września 1999 roku w ramach sekcji "Cinema del Presente" na 56. MFF w Wenecji. Był pierwszym ekwadorskim filmem, który zaistniał na arenie międzynarodowej i był prezentowany na ponad 50 zagranicznych festiwalach. W Ekwadorze zyskał status filmu kultowego i nie schodził z ekranów przez pół roku.

## Fabuła
Świat młodego i naiwnego złodziejaszka Salvadora ulega zmianie, gdy w jego życie wkracza kuzyn Angel, były więzień, który szuka schronienia i łatwych pieniędzy. Obaj wspólnie wciągają w swe przestępcze machlojki innych członków rodziny, co ma poważne konsekwencje.

## Obsada
- Carlos Valencia – Angel Caamaño
- Marco Bustos – Salvador
- Cristina Dávila – Mayra
- Fabricio Lalama – Marlon
- Irina López Eldredge – Carolina
- Simón Brauer – J.C.[3]

## Produkcja
Zdjęcia kręcono w Quito i w Guayaquil.

## Nagrody i nominacje
Cordero zdobył za film m.in. wyróżnienie na MFF w Bogocie oraz nominację do Nagrody Goya za najlepszy zagraniczny film hiszpańskojęzyczny.